# Іскаков Шейшенбек Джумабекович
Шейшенбек Джумабекович Іскаков (нар. 6 листопада 1942, село Кочкорка, тепер Кочкорського району Наринської області, Киргизстан) — киргизький радянський діяч, 1-й секретар Наринського обкому КП Киргизстану.

## Життєпис
У 1965 році закінчив Киргизький державний університет в місті Фрунзе.
У 1965—1966 роках — асистент Фрунзенського політехнічного інституту Киргизької РСР.
У 1966—1970 роках — вчитель, завідувач навчальної частини середньої школи в Кочкорському районі.
Член КПРС з 1968 року.
У 1970—1971 роках — інструктор Кочкорського районного комітету КП Киргизії Наринської області.
У 1971—1972 роках — директор середньої школи в Кочкорському районі Наринської області.
У 1972—1975 роках — інструктор Наринського обласного комітету КП Киргизії.
У 1975—1982 роках — завідувач відділу Кочкорського районного комітету КП Киргизії Наринської області.
У 1982—1986 роках — завідувач відділу Наринського обласного комітету КП Киргизії.
У 1986 році закінчив Академію суспільних наук при ЦК КПРС.
У 1986—1988 роках — 2-й секретар Ат-Башинського районного комітету КП Киргизії Наринської області.
У 1988 році — завідувач Наринського обласного відділу народної освіти.
У 1989—1991 роках — начальник управління народної освіти виконавчого комітету Іссик-Кульської обласної ради народних депутатів.
У січні — травні 1991 року — начальник управління народної освіти виконавчого комітету Наринської обласної ради народних депутатів.
У травні — серпні 1991 року — 1-й секретар Наринського обласного комітету КП Киргизстану.
У 1991 році — голова Наринської обласної ради народних депутатів.
Подальша доля невідома.